# Florence Green
Florence Beatrice Green, née Patterson, à Edmonton (Londres) le 19 février 1901 et morte le 4 février 2012 à King's Lynn (soit quinze jours avant son 111e anniversaire), est la dernière personne connue vétéran de la Première Guerre mondiale. Elle était membre de la Women's Royal Air Force.

## Biographie
Florence Green est née à Edmonton, dans le borough londonien d'Enfield, de Frederick et Sarah Neal Patterson.
Elle déménage à King's Lynn en 1920, après son mariage avec Walter Green, un travailleur des chemins de fer qui décède en 1970. Sa fille May naît en 1921.
Elle rejoint la Women's Royal Air Force le 17 septembre 1918 à l'âge de 17 ans, où elle occupe le poste d'intendante au mess des officiers, à la base de Marham, ainsi qu'à Narborough.
En 2011, elle fête son 110e anniversaire, devenant ainsi supercentenaire, comme neuf autres femmes au Royaume-Uni. Elle a un fils et deux filles, quatre petits-enfants et sept arrière-petits-enfants.
Après le décès de Claude Choules en mai 2011, elle est devenue la dernière personne vivante vétéran de la Première Guerre mondiale, jusqu'à sa mort le 4 février 2012.